# 岐阜県道272号池田神戸線
岐阜県道272号池田神戸線（ぎふけんどう272ごう いけだごうどせん）は、岐阜県揖斐郡池田町から同県安八郡神戸町に至る一般県道である。

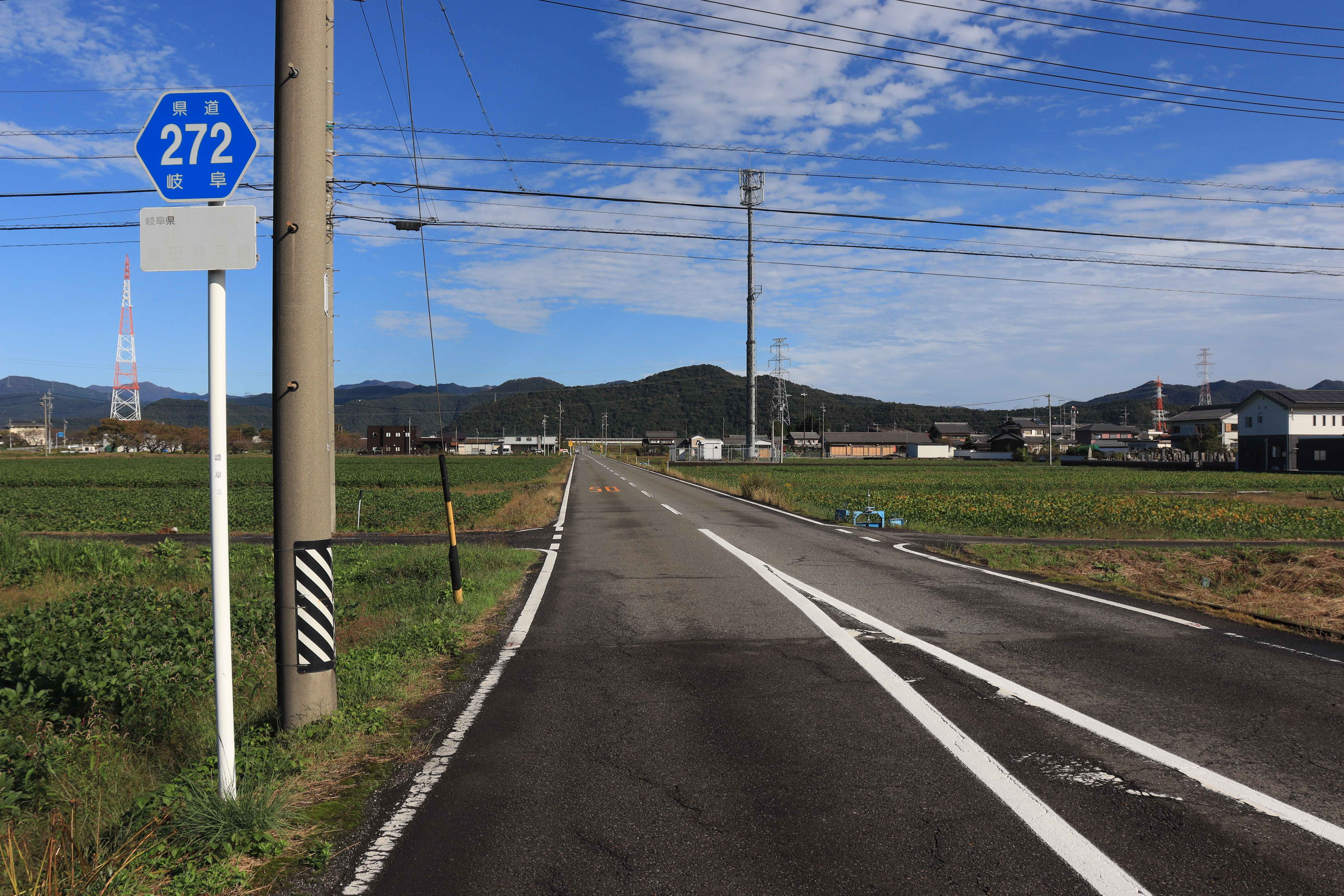
岐阜県道272号池田神戸線、揖斐郡池田町杉野にて

## 概要

### 路線データ
- 起点：岐阜県揖斐郡池田町杉野（岐阜県道261号脛永万石線交点）
- 終点：岐阜県安八郡神戸町

## 沿革
- 1977年（昭和52年）2月27日 ： 認定[1]

## 通過する自治体
- 岐阜県
  - 揖斐郡
    - 池田町

  - 安八郡
    - 神戸町

## 接続する道路
- 岐阜県道261号脛永万石線（池田町杉野地内）

この間未開通区間あり（池田町六之井地内（岐阜県立池田高等学校北西） - 終点）
- （終点）

## 周辺
- 岐阜県立池田高等学校